# غييرمو أولاسو
غييرمو أولاسو (بالإسبانية: Guillermo Olaso)‏ من مواليد 25 مارس 1988م في بلباو

## النهائيات

### الفردي: 1 (0-1)
| الحصيلة | الرقم | التاريخ        | الدورة        | الأرضية | المنافس           | النتيجة       |
| ------- | ----- | -------------- | ------------- | ------- | ----------------- | ------------- |
| الوصافة | 1.    | 14 فبراير 2011 | مكناس، المغرب | ترابية  | ياروسلاف بوسبيسيل | 1–6، 6–3، 3–6 |

## روابط خارجية
- غييرمو أولاسو على موقع رابطة محترفي التنس (الإنجليزية)
- غييرمو أولاسو على موقع الاتحاد الدولي لكرة المضرب (الإنجليزية)
- غييرمو أولاسو على موقع خلاصة التنس.كوم (الإنجليزية)
- غييرمو أولاسو على موقع إي إس بي إن.كوم (الإنجليزية)